# Eurosong 2010 (Slovacchia)
La seconda edizione dell'Eurosong si è tenuta dal 22 gennaio al 27 febbraio 2010 e ha selezionato il rappresentante della Slovacchia all'Eurovision Song Contest 2010.
La vincitrice è stata Kristína Peláková con Horehronie.

## Organizzazione
L'emittente televisiva slovacca Slovenská televízia (STV) ha annunciato la partecipazione della Slovacchia all'Eurovision Song Contest 2010 il 28 marzo 2009, diventando la prima emittente a confermare la propria partecipazione.
Il 14 luglio 2009 STV ha annunciato la possibilità per cantanti e autori di inviare i propri brani, pubblicando il regolamento per la partecipazione:
- i partecipanti devono essere cittadini slovacchi;
- la lingua principale del brano dev'essere lo slovacco, anche se viene ammesso l'inglese per il ritornello;
- autori e compositori possono inviare più di un brano ma i cantanti possono esibirsi solo con uno di essi;

Una giuria di esperti ha selezionato i 60 partecipanti dalle 239 proposte pervenute fino al 30 ottobre 2009, e i brani selezionati sono stati annunciati il 15 dicembre 2009.

### Format
I 60 partecipanti sono stati divisi in 6 quarti di finale dove il televoto ha selezionato, per ogni quarto, i quattro semifinalisti. Successivamente si sono tenute le due semifinali, da 12 partecipanti ciascuna, e la finale con i 12 finalisti qualificatisi.

## Partecipanti
La lista dei partecipanti, in ordine alfabetico, annunciati dall'emittente il 15 dicembre 2009.
Il 26 gennaio 2010 è stato annunciato che Gionno & Ján Mitaľ con Chýrna zem e i Golden Storm con Sevilla, si erano ritirati dala competizione, annunciando che Lekra con Dolina, dolina e i Guru Brothers con Príčina li avrebbero sostituiti.
Il 28 gennaio 2010, subito dopo la trasmissione del primo quarto di finale, è stato annunciato che Hrdza con Taká sa mi páči è stato squalificato dalla competizione dopo che si è scoperto che l'artista si è esibito con il pezzo prima del 1º ottobre 2009. Il suo posto nelle semifinali è stato assegnato a Horská Chata con Myslíš, že vieš kto som.
| Artista                                            | Brano                    | Musica (m) e testo (t)                                                      |
| -------------------------------------------------- | ------------------------ | --------------------------------------------------------------------------- |
| Alek Malo & Dolly Booster                          | Zmysel života            | Alek Malo (m & t)                                                           |
| Alone                                              | Strašne mi chýbaš        | Michal Cabala (m & t)                                                       |
| Andrea Súlovská                                    | Život                    | Andrea Súlovská (m & t)                                                     |
| Arzén                                              | Keď som išiel za ránky   | Pavol Cabadaj (m & t) e Jaroslav Gažo (t)                                   |
| Aya                                                | Do neba volám            | Boris Lettrich (m & t)                                                      |
| Barbora Šulíková                                   | Čelný náraz              | Jaroslav Žigo (m) e Ada Žigová (t)                                          |
| Bystrík                                            | Slnko nespáli            | Bystrík (m & t)                                                             |
| Dáška Kostovčik & Peter Bič Project                | Dážď                     | Peter Bič (m & t) e Stanislav Lauro (t)                                     |
| Dominika Mirgová                                   | Cesta snov               | Dominika Mirgová (m & t) e Lukey (t)                                        |
| Dreamtouch                                         | Je to OK                 | Anna Bajcurová (t), M. Lukáč (t), L. Liba (t) e Martin Hybben (m)           |
| Družina                                            | Koniec sveta             | Izabela Bérešová (t), Martin Sabov (m) e Juraj Haško (m)                    |
| Exponent                                           | Zveste lásku z kríža     | Tomáš Kmet (m & t)                                                          |
| Free Voices                                        | Z osnov                  | Robert Bendik (m & t)                                                       |
| Funny Fellows                                      | Obrázok                  | Roman Féder (m) e Zuzana Haasová (t)                                        |
| Get Explode                                        | Blue Sun                 | Marián Čurko e Laco Kováč (m & t)                                           |
| Gionno & Ján Mitaľ                                 | Chýrna zem               | -                                                                           |
| Golden Storm                                       | Sevilla                  | -                                                                           |
| Guru Brothers                                      | Príčina                  | Štefan Tomolya (m) e Pavel Botoš (t)                                        |
| Happyband                                          | Mafiánska                | Vašo Michalčik (m & t)                                                      |
| Horská Chata                                       | Myslíš, že vieš kto som? | Horská Chata (m) e Peter Cingel (t)                                         |
| Hrdza                                              | Taká sa mi páči          | Slavomir Gibarti (m & t)                                                    |
| Hudba z Marsu                                      | Final Song               | Michal Štofej (m & t)                                                       |
| Ivana Poláčková                                    | So mnou všetko smieš     | Jimi Cimbala e Zoltán Tóth (m & t)                                          |
| Kristína                                           | Horehronie               | Martin Kavulič (m) e Kamil Peteraj (t)                                      |
| Lekra                                              | Dolina, dolina           | Lekra (m & t)                                                               |
| Lucia Olešová                                      | Rok a pol                | Tibor Laurinčík (m) e Dušan Giertl (t)                                      |
| Marcel & Tomáš Palonder feat. Street Dance Academy | Slová slov               | Marcel Palonder (m) e Václav Šuplata (t)                                    |
| Marcel Berky                                       | Kým sa dá                | Jimi Cimbala (m), Zoltán Tóth (m), Miroslav Jurika (t) e Marián Brezáni (t) |
| Margot                                             | Tak ma hrej              | Daniel Urbán (m) e Andrea Zimányiová (t)                                    |
| Marián Bango                                       | Ty tu ticho spíš         | Tibor Jediný (m & t)                                                        |
| Martin Konrád                                      | Ja viem                  | Martin Konrád (m & t)                                                       |
| Martina Šindlerová                                 | Môžeš ísť                | Juraj Zaujec (m) e Peter Lehotský (t)                                       |
| Matej Koreň                                        | Kocka pána Rubika        | Matej Koreň (m & t)                                                         |
| Matka Guráž                                        | Listobranie              | Robert Ruman (m & t)                                                        |
| Mayo                                               | Tón                      | Mayo (m & t)                                                                |
| Metalinda                                          | Keď strácam dych         | Peter Sámel (m & t)                                                         |
| Michaella                                          | O nás                    | Vladimír Gnepa (m) e Silvia Kaščáková (t)                                   |
| Michal Chrenko                                     | Kto vlastne som          | Michal Chrenko (m), Marián Brezáni (t) e Miroslav Jurika (t)                |
| Miro Jaroš                                         | Bez siedmeho neba        | Miro Jaroš (m & t) e Vladimír Gnepa (m)                                     |
| Mista                                              | Emotions                 | Mista (m & t)                                                               |
| Otto Weiter & Makar Čudra                          | Vrtká                    | Ivan Kutný (m) e Viktor Mikláš (t)                                          |
| Palo Drapák Band                                   | Pocit vášne              | Palo Drapák (m) e Juraj Žák (t)                                             |
| Pavol Kusý & No Frost                              | Slzy v daždi             | Pavol Kusý (m & t)                                                          |
| Pavol Remenár, Klára & Liquid Error                | Figaro                   | Peter Farnbauer (m) e Pavol Jursa (m & t)                                   |
| Peter Bažík                                        | Paradise vs. Babylon     | Peter Bažík (m & t)                                                         |
| Petra Humeňanská                                   | Rosa rosí                | Jana Humeňanská (m & t)                                                     |
| Renáta Čonková & Martina Polievková                | Dúha                     | Emil Čonka (m) e Pavol Kubica (t)                                           |
| Reverz Park                                        | Po kvapkách              | Peter Klema (m & t), Števo Faltin (t) e Peter Fotta (t)                     |
| Richard Čanaky & FBI                               | Zlomené krídla           | Richard Čanaky (m & t)                                                      |
| Róbert Mikla                                       | Voda a oheň              | Milan Herstek (m & t) e Róbert Mikla (t)                                    |
| Robo Opatovský                                     | Niečo máš                | Robo Opatovský (m) e Peter Konečný (t)                                      |
| Robo Šimko & MassRiot                              | Podľa vlastnej hlavy     | MassRiot (m), Marián Brezáni (t) e Miroslav Jurika (t)                      |
| Save the Cookie                                    | My World                 | Igor Baar (m & t) e Save The Cookie (t)                                     |
| Six & Kristy                                       | Priestor pre dvoch       | Mário Karas (m & t)                                                         |
| Smola a hrušky                                     | Pridaj si ma             | Jozef Kramár (m & t)                                                        |
| Soňa                                               | Skús ma viest            | Peter Sámel (m & t)                                                         |
| Stereo                                             | Niekde medzi tým         | Andy Ďurica (m & t)                                                         |
| Stopa                                              | Nightsong                | Stopa (m) e Marcela Jurčensková (t)                                         |
| Sunlips                                            | Správy v splne           | Pavol Vozár (m & t)                                                         |
| Tomáš Bezdeda                                      | Na strechách domov       | Tomáš Bezdeda (m) e Monika Hajšová (t)                                      |
| Vierka Ayisi                                       | Je čas zabávať sa        | Jozef Šebo (m), Baddogzz Production (m) e Vierka Ayisi (t)                  |
| Viki Matušovová                                    | Uhol pohľadu             | Brunno Oravec (m), Marián Brezáni (t) e Miroslav Jurika (t)                 |

## Quarti di finale

### Primo quarto di finale
| #  | Artista              | Brano                   | Televoto | Posizione |
| -- | -------------------- | ----------------------- | -------- | --------- |
| 1  | Tomáš Bezdeda        | Na strechách domov      | 16.9%    | 3         |
| 2  | Dreamtouch           | Je to OK                | 3.1%     | 9         |
| 3  | Horská Chata         | Myslíš, že vieš kto som | 8.7%     | 5         |
| 4  | Michaella            | O nás                   | 15.9%    | 4         |
| 5  | Hrdza                | Taká sa mi páči         | 19.5%    | 1         |
| 6  | Six and Kristy       | Priestor pre dvoch      | 5.9%     | 6         |
| 7  | Richard Čanaky & FBI | Zlomené krídla          | 18.5%    | 2         |
| 8  | Margot               | Tak ma hrej             | 2.5%     | 10        |
| 9  | Michal Chrenko       | Kto vlastne som         | 3.9%     | 8         |
| 10 | Lucia Olešová        | Rok a pol               | 5.0%     | 7         |

### Secondo quarto di finale
| #  | Artista                             | Brano               | Televoto | Posizione |
| -- | ----------------------------------- | ------------------- | -------- | --------- |
| 1  | Matka Guráž                         | Listobranie         | 10.11%   | 5         |
| 2  | Dominika Mirgová                    | Cesta snov          | 4.90%    | 9         |
| 3  | Get Explode                         | Blue Sun            | 12.70%   | 4         |
| 4  | Mista                               | Emotions            | 16.05%   | 1         |
| 5  | Matej Koreň                         | Kocka pána Rubika   | 6.57%    | 7         |
| 6  | Pavol Remenár, Klára & Liquid Error | Figaro              | 15.97%   | 2         |
| 7  | Peter Bažík                         | Paradise vs Babylon | 15.09%   | 3         |
| 8  | Viki Matúšová                       | Uhol pohľadu        | 5.81%    | 8         |
| 9  | Metalinda                           | Keď strácam dych    | 9.85%    | 6         |
| 10 | Funny Fellows                       | Obrázok             | 2.94%    | 10        |

### Terzo quarto di finale
| #  | Artista                             | Brano                | Televoto | Posizione |
| -- | ----------------------------------- | -------------------- | -------- | --------- |
| 1  | Robo Šimko & MassRiot               | Podľa vlastnej hlavy | 8.1%     | 7         |
| 2  | Renáta Čonková & Martina Polievková | Dúha                 | 13.6%    | 3         |
| 3  | Reverz Park                         | Po kvapkách          | 11.9%    | 6         |
| 4  | Andrea Súlovská                     | Život                | 1.2%     | 10        |
| 5  | Lekra                               | Dolina, dolina       | 5.7%     | 8         |
| 6  | Martin Konrád                       | Ja viem              | 13.5%    | 4         |
| 7  | Free Voices                         | Z osnov              | 14.2%    | 2         |
| 8  | Hudba z Marsu                       | Final Song           | 12.0%    | 5         |
| 9  | Robo Opatovský                      | Niečo máš            | 15.9%    | 1         |
| 10 | Guru Brothers                       | Príčina              | 4.0%     | 9         |

### Quarto quarto di finale
| #  | Artista                   | Brano             | Televoto | Posizione |
| -- | ------------------------- | ----------------- | -------- | --------- |
| 1  | Mayo                      | Tón               | 12,9%    | 2         |
| 2  | Stereo                    | Niekde medzi tým  | 7,9%     | 7         |
| 3  | Barbora Šulíková          | Čelný náraz       | 9,9%     | 6         |
| 4  | Alek Malo & Dolly Booster | Zmysel života     | 4,6%     | 9         |
| 5  | Save the Cookie           | My World          | 7,0%     | 8         |
| 6  | Pavol Kusý & No Frost     | Slzy v daždi      | 10,2%    | 5         |
| 7  | Petra Humeňanská          | Rosa rosí         | 11,6%    | 4         |
| 8  | Palo Drapák Band          | Pocit vášne       | 3,9%     | 10        |
| 9  | Alone                     | Strašne mi chýbaš | 12,0%    | 3         |
| 10 | Martina Schindlerová      | Môžeš ísť         | 20,0%    | 1         |

### Quinto quarto di finale
| #  | Artista                             | Brano                  | Televoto | Posizione |
| -- | ----------------------------------- | ---------------------- | -------- | --------- |
| 1  | Smola a hrušky                      | Pridaj si ma           | 12,1%    | 2         |
| 2  | Vierka Ayisi                        | Je čas zabávať sa      | 2,2%     | 9         |
| 3  | Bystrík                             | Slnko nespáli          | 2,7%     | 8         |
| 4  | Arzén                               | Keď som išiel za ránky | 5,7%     | 6         |
| 5  | Sunlips                             | Správy v splne         | 11,5%    | 5         |
| 6  | Marcel Berky                        | Kým sa dá              | 1,1%     | 10        |
| 7  | Dáška Kostovčik & Peter Bič Project | Dážď                   | 11,6%    | 4         |
| 8  | Robo Mikla                          | Voda a oheň            | 12,0%    | 3         |
| 9  | Kristína                            | Horehronie             | 36,7%    | 1         |
| 10 | Exponent                            | Zveste lásku z kríža   | 4,5%     | 7         |

### Sesto quarto di finale
| #  | Artista                                            | Brano                | Televoto | Posizione |
| -- | -------------------------------------------------- | -------------------- | -------- | --------- |
| 1  | Ivana Poláčková                                    | So mnou všetko smieš | 3,7%     | 7         |
| 2  | Marián Bango                                       | Ty tu ticho spíš     | 14,8%    | 4         |
| 3  | Stopa                                              | Nightsong            | 8,5%     | 6         |
| 4  | Družina                                            | Koniec sveta         | 14,7%    | 5         |
| 5  | Soňa                                               | Skús ma viesť        | 17,7%    | 1         |
| 6  | Marcel & Tomáš Palonder feat. Street Dance Academy | Slová slov           | 3,4%     | 8         |
| 7  | Otto Weiter & Makar Čudra                          | Vrtká                | 2,3%     | 10        |
| 8  | Miro Jaroš                                         | Bez siedmeho neba    | 16,3%    | 2         |
| 9  | Happyband                                          | Mafiánska            | 2,9%     | 9         |
| 10 | Aya                                                | Do neba volám        | 15,7%    | 3         |

## Semifinali

### Prima semifinale
| Ord. | Artista                             | Canzone             | Televoto | Televoto | Giuria | Totale | Pos. |
| ---- | ----------------------------------- | ------------------- | -------- | -------- | ------ | ------ | ---- |
| 1    | Marián Bango                        | "Ty tu ticho spíš"  | 6.8%     | 8        | 4      | 12     | 6    |
| 2    | Mayo                                | "Tón"               | 4.8%     | 5        | 9      | 14     | 4    |
| 3    | Kristina                            | "Horehronie"        | 31.2%    | 12       | 12     | 24     | 1    |
| 4    | Petra Humeňanská                    | "Rosa rosí"         | 1.9%     | 1        | 5      | 6      | 11   |
| 5    | Róbert Mikla                        | "Voda a oheň"       | 11.1%    | 10       | 1      | 11     | 9    |
| 6    | Pavol Remenár, Klára & Liquid Error | "Figaro"            | 6.6%     | 7        | 7      | 14     | 3    |
| 7    | Renáta Čonková & Martina Polievková | "Dúha"              | 4.7%     | 4        | 8      | 12     | 8    |
| 8    | Michaella                           | "O nás"             | 3.1%     | 2        | 3      | 5      | 12   |
| 9    | Richard Čanaky & FBI                | "Zlomené krídla"    | 7.0%     | 9        | 2      | 11     | 10   |
| 10   | Robo Opatovský                      | "Niečo máš"         | 4.5%     | 3        | 10     | 13     | 5    |
| 11   | Get Explode                         | "Blue Sun"          | 6.5%     | 6        | 6      | 12     | 7    |
| 12   | Miro Jaroš                          | "Bez siedmeho neba" | 12.0%    | 11       | 11     | 22     | 2    |

### Seconda semifinale
| Ord. | Artista                             | Canzone                   | Televoto | Televoto | Giuria | Totale | Pos. |
| ---- | ----------------------------------- | ------------------------- | -------- | -------- | ------ | ------ | ---- |
| 1    | Soňa                                | "Skús ma viesť"           | 13.0%    | 11       | 5      | 16     | 4    |
| 2    | Horská chata                        | "Myslíš, že vieš kto som" | 3.7%     | 1        | 6      | 7      | 11   |
| 3    | Martin Konrád                       | "Ja viem"                 | 8.5%     | 7        | 2      | 9      | 9    |
| 4    | Dáška Kostovčik & Peter Bič Project | "Dážď"                    | 6.7%     | 4        | 8      | 12     | 7    |
| 5    | Peter Bažík                         | "Paradise vs Babylon"     | 6.9%     | 5        | 4      | 9      | 10   |
| 6    | Alone                               | "Strašne mi chýbaš"       | 5.8%     | 3        | 1      | 4      | 12   |
| 7    | Smola a hrušky                      | "Pridaj si ma"            | 5.6%     | 2        | 9      | 11     | 8    |
| 8    | Martina Schindlerová                | "Môžeš ísť"               | 7.8%     | 6        | 7      | 13     | 5    |
| 9    | Free Voices                         | "Z osnov"                 | 9.1%     | 9        | 3      | 12     | 6    |
| 10   | Tomáš Bezdeda                       | "Na strechách domov"      | 9.7%     | 10       | 10     | 20     | 2    |
| 11   | Aya                                 | "Do neba volám"           | 9.0%     | 8        | 12     | 20     | 3    |
| 12   | Mista                               | "Emotions"                | 14.2%    | 12       | 11     | 23     | 1    |

## Finale
| #  | Artista                             | Brano              | Punteggio | Punteggio | Punteggio | Punteggio | Posizione |
| #  | Artista                             | Brano              | Televoto  | Televoto  | Giuria    | Totale    | Posizione |
| -- | ----------------------------------- | ------------------ | --------- | --------- | --------- | --------- | --------- |
| 1  | Kristína                            | Horehronie         | 37.6%     | 12        | 11        | 23        | 1         |
| 2  | Free Voices                         | Z osnov            | 2.6%      | 3         | 1         | 4         | 12        |
| 3  | Robo Opatovský                      | Niečo máš          | 2.1%      | 2         | 5         | 7         | 10        |
| 4  | Martina Schindlerová                | Môžeš ísť          | 3.1%      | 4         | 4         | 8         | 8         |
| 5  | Aya                                 | Do neba volám      | 5.3%      | 8         | 9         | 17        | 4         |
| 6  | Marián Bango                        | Ty tu ticho spíš   | 4.5%      | 5         | 2         | 7         | 9         |
| 7  | Tomáš Bezdeda                       | Na strechách domov | 7.4%      | 9         | 8         | 17        | 3         |
| 8  | Mista                               | Emotions           | 16.5%     | 11        | 12        | 23        | 2         |
| 9  | Miro Jaroš                          | Bez siedmeho neba  | 5.0%      | 6         | 10        | 16        | 5         |
| 10 | Soňa                                | Skús ma viesť      | 9.8%      | 10        | 3         | 13        | 7         |
| 11 | Mayo                                | Tón                | 0.8%      | 1         | 6         | 7         | 11        |
| 12 | Pavol Remenár, Klára & Liquid Error | Figaro             | 5.2%      | 7         | 7         | 14        | 6         |

## All'Eurovision Song Contest
La Slovacchia ha gareggiato nella prima semifinale, il 25 maggio, classificandosi 16ª con 24 punti, non partecipando quindi alla finale.